# Карлыханово
Карлыха́ново (баш. Ҡарлыха́н) — село в Белокатайском районе Республики Башкортостан Российской Федерации. Центр Карлыхановского сельсовета.

## География

### Географическое положение
Расстояние до:
- районного центра (Новобелокатай): 42 км.

## История
Основан во второй половине XIX века на территории Златоустовского уезда жителями села Ногуши того же уезда как хутор Корлыханова. В 1906 зафиксированы церковь (построена в 1883), 2-классное министерское и земское училища, кузницы, мануфактурные и бакалейных лавок и водяные мельницы .
В конце XIX века относилось к Емашинской волости, с 1917  года - к Ногушинской.
В годы Великой Отечественной войны более 530 человек ушли на фронт, из них погибли более 280 человек.

## Население
| 2002 | 2009  | 2010  |
| ---- | ----- | ----- |
| 1640 | ↘1481 | ↘1343 |

Согласно переписи 2002 года, преобладающая национальность — русские (82 %).

## Религия
В селе есть православная церковь Вознесения Господня.

## Известные люди
- Кетов, Владислав Степанович  (10 февраля 1949) — путешественник, художник и писатель. Входит в экспертный совет Русского географического общества.

- Усова Антонина Васильевна (4 августа 1921 – 8 августа 2014) — профессор, учёный в области теории и методики обучения физики. Член Российской академии образования.